# 埃尔加罗沃
埃尔加罗沃，是西班牙安达卢西亚自治区塞维利亚省的一个市镇。总面积44平方公里，总人口757人（2001年），人口密度17人/平方公里。